# 220 v. Chr.
Portal Geschichte | Portal Biografien | Aktuelle Ereignisse | Jahreskalender | Tagesartikel

◄ |
4. Jahrhundert v. Chr. |
3. Jahrhundert v. Chr. |
2. Jahrhundert v. Chr. |
►

◄ | 240er v. Chr. | 230er v. Chr. | 220er v. Chr. | 210er v. Chr. |
200er v. Chr. |
►

◄◄ | ◄ | 223 v. Chr. | 222 v. Chr. | 221 v. Chr. | 220 v. Chr. |
219 v. Chr. |
218 v. Chr. |
217 v. Chr. |
► |
►►
Staatsoberhäupter

## Ereignisse

### Politik und Weltgeschehen

#### Westliches Mittelmeer
- Feldzug Hannibals auf die Iberische Halbinsel: Er stößt bis Helmántica (Salamanca) und Arbucala (Zamora) vor und siegt über Vakkäer und Carpetaner.
- Trotz des römischen Verbots von Flottenoperationen südlich von Lissus rüstet Demetrios von Pharos, Klientelfürst Roms an der illyrischen Küste, eine Flotte von 40 Schiffen aus und macht mit ihnen die Gewässer um den Peloponnes unsicher; von Nafpaktos aus unternimmt er sogar einen Feldzug, bei dem er den Norden Arkadiens verwüstet.
- Syphax wird König im westlichen Numidien.
- Lucius Cornelius Lentulus Caudinus wird princeps senatus in Rom.

#### Östliches Mittelmeer und Kleinasien
- Herbst: Ptolemaios IV., König von Ägypten, heiratet seine Schwester Arsinoë III.
- Der Aitolische Bund beginnt mit Plünderungszügen gegen Messenien, den Achaiischen Bund, Akarnanien und Epiros. Die Aitolier besiegen die Achaier bei Kaphyai nahe Orchomenos in Arkadien und erobern Kynaitha, einen Stützpunkt der Achaier. Philipp V., König von Makedonien schließt sich dem Achaiischen Bund an und erklärt den Aitoliern den Krieg (Bundesgenossenkrieg).
- Hermeias, oberster Minister unter Antiochos III., dem König des Seleukidenreiches, wird wegen einer angeblichen Verschwörung hingerichtet. Antiochos gelingt es außerdem, die Truppen des rebellierenden Satrapen von Medien, Molon, zu besiegen; Molon begeht Selbstmord.
- Achaios, Gegenspieler von Antiochos III. in Kleinasien, nimmt den Königstitel an.

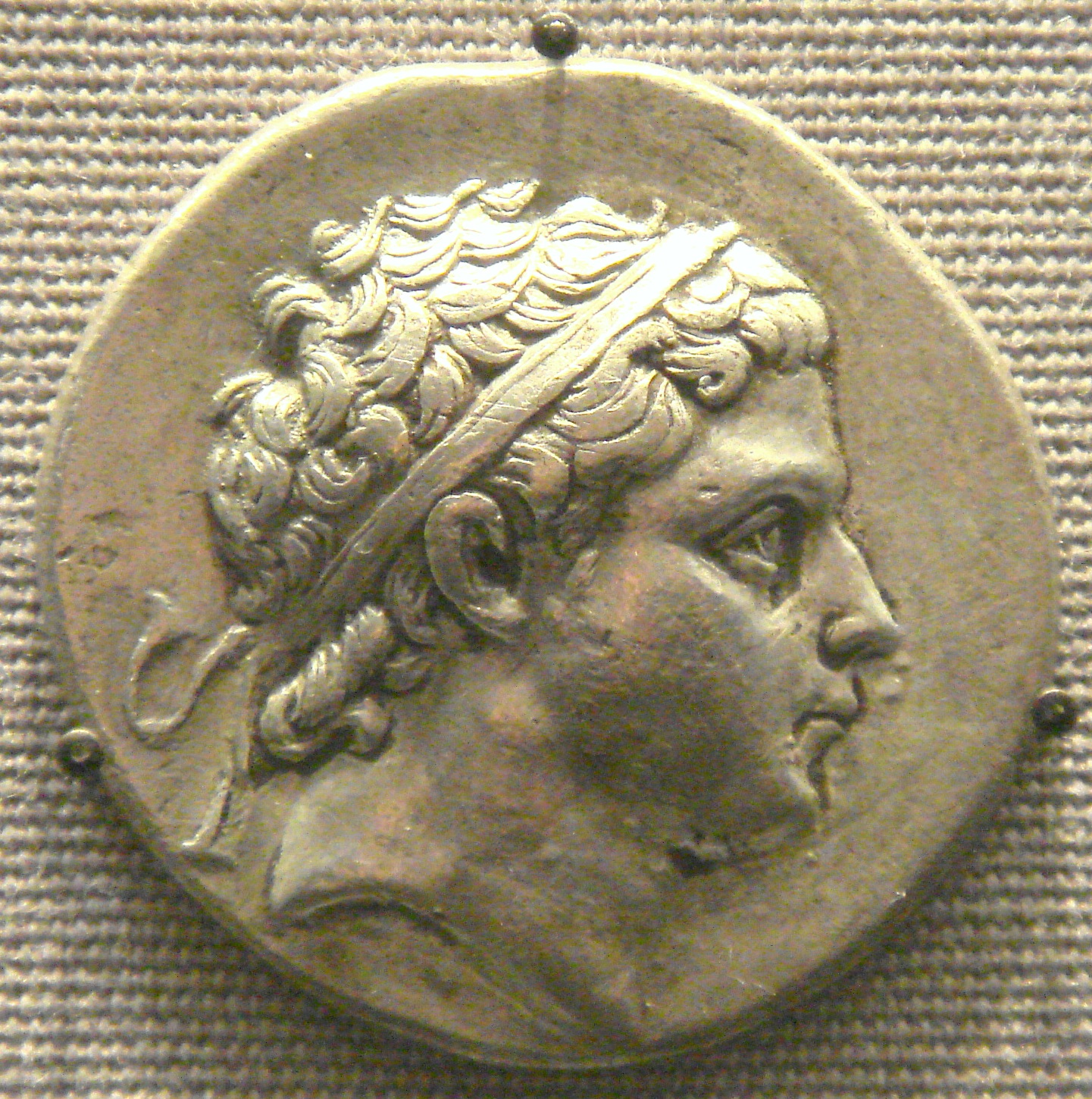
Tetradrachmon mit dem Konterfei des jungen Prusias I., British Museum

- Prusias I. von Bithynien führt einen erfolgreichen Feldzug gegen Byzantion und besiegt anschließend die Galater im eigenen Land. Zeitgleich kommt es zu Auseinandersetzungen Byzantions mit dem Handelsrivalen Rhodos. Achaios der Jüngere verbündet sich mit Byzantion. Der Konflikt wird schließlich dadurch beigelegt, dass Byzanz auf die Erhebung von Zöllen für Schiffe, die den Bosporus benutzen, verzichtet.
- Gortyn löst Knossos als Hauptort auf Kreta ab.

- um 220 v. Chr.: Mithridates III. wird Nachfolger von Mithridates II. als König von Pontos.
- um 220 v. Chr.: Ariarathes IV. folgt auf Ariarathes III. als König von Kappadokien.

### Asien
- um 220 v. Chr.: Yada'ib Dhubyan Yuhan'im wird Herrscher von Qataban in Südarabien.

### Wirtschaft und Kultur

#### Römisches Reich
- Bau der Via Flaminia (benannt nach Gaius Flaminius) zwischen Rom und Ariminum

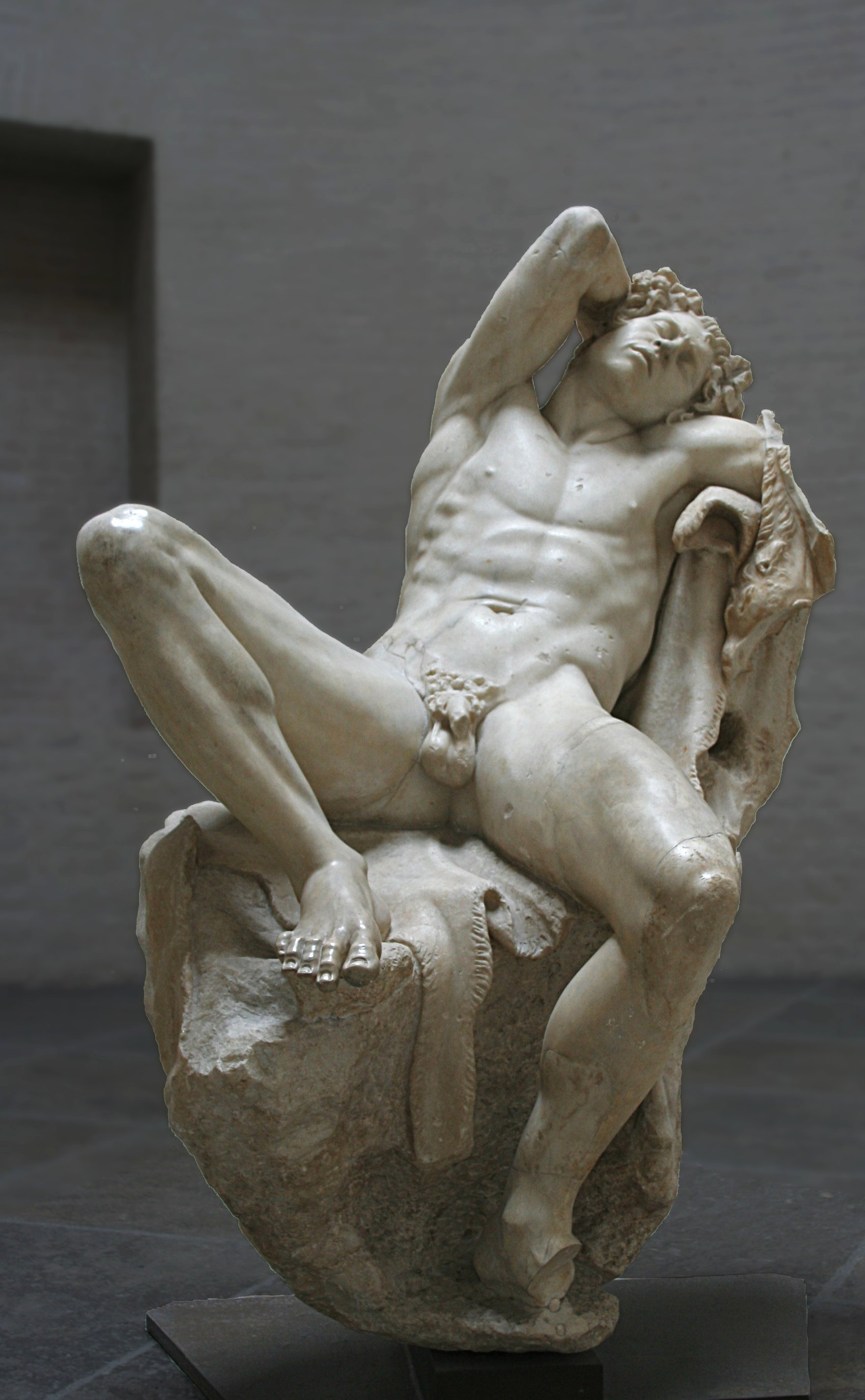
Der barberinische Faun (Original)

- um 220 v. Chr.: Entstehung der Skulptur des Barberinischen Fauns

#### Kaiserreich China

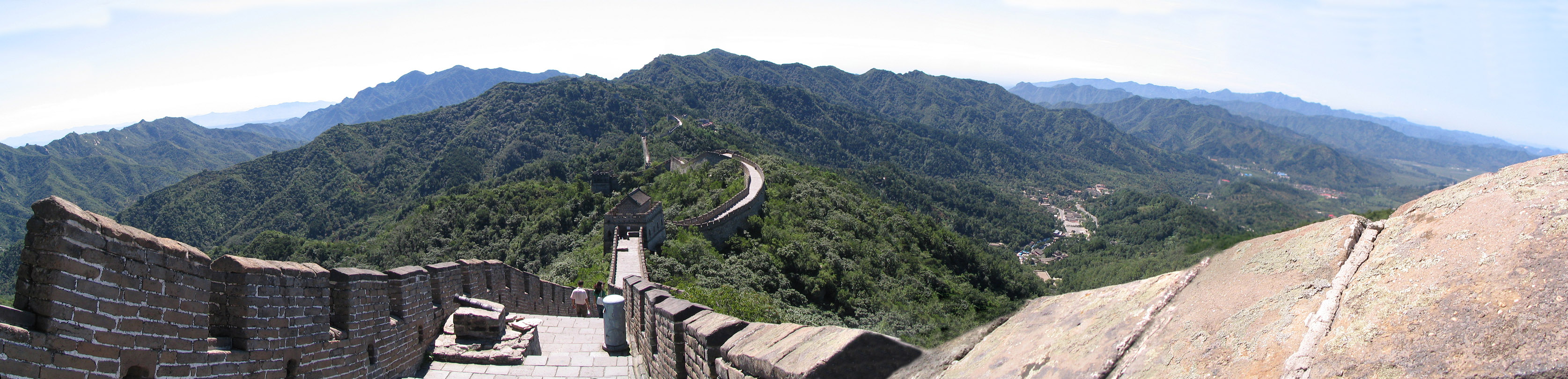
Panorama von der chinesischen Mauer bei Mutianyu

- ab 220 v. Chr.: Der chinesische Kaiser Qin Shihuangdi baut das Straßensystem in China aus, fügt die bisherigen Befestigungen gegen die Nomadenstämme zu einer Großen Mauer zusammen und vereinheitlicht das Schriftsystem.

## Geboren
- Attalos II., König von Pergamon († 138 v. Chr.)
- um 220 v. Chr.: Marcus Pacuvius, römischer Tragödiendichter († um 130 v. Chr.)

## Gestorben
- Molon, Usurpator und König von Babylonien
- Hermeias von Karien, oberster Hofminister des Seleukidenreichs
- Tiboites von Bithynien, Sohn von König Nikomedes I.
- um 220 v. Chr.: Xunzi, chinesischer Philosoph (* um 298 v. Chr.)